# Lemme de Cesàro
Pour les articles homonymes, voir Théorème de Cesàro.
En analyse réelle ou complexe, la moyenne de Cesàro d'une suite (an) est la suite obtenue en effectuant la moyenne arithmétique des n premiers termes de la suite.
Le nom de Cesàro provient du mathématicien italien Ernesto Cesàro (1859-1906), mais le théorème est déjà démontré dans le Cours d'Analyse (1821) de Cauchy.
Le théorème de Cesàro  ou lemme de Cesàro  précise que, lorsque la suite (an) a une limite, la moyenne de Cesàro possède la même limite.
Il existe cependant des cas où la suite (an) n'a pas de limite et où la moyenne de Cesàro est, elle, convergente. C'est cette propriété qui justifie l'utilisation de la moyenne de Cesàro comme procédé de sommation de séries divergentes.

## Moyenne de Cesàro
Soit une suite {\displaystyle \left(a_{n}\right)_{n\in \mathbb {N} ^{*}}}. Alors la suite des moyennes de Cesàro est la suite de terme général :
{\displaystyle c_{n}={\frac {1}{n}}\sum _{k=1}^{n}a_{k}={\frac {a_{1}+\cdots +a_{n}}{n}}}
Le terme d'indice n est ainsi la moyenne arithmétique des n premiers termes de {\displaystyle (a_{n})}.
Une suite dont la suite des moyennes de Cesàro converge est dite « convergente au sens de Cesàro », ou « en moyenne de Cesàro ».

## Lemme de Cesàro

### Suites convergentes
Théorème de Cesàro — 
Soit {\displaystyle (a_{n})_{n\in \mathbb {N} ^{*}}} une suite de nombres réels ou complexes. Si elle converge vers ℓ, alors la suite de ses moyennes de Cesàro, de terme général
{\displaystyle c_{n}={\frac {1}{n}}\sum _{k=1}^{n}a_{k}},
converge également, et sa limite est ℓ.

### Limite infinie
Si une suite de réels {\displaystyle (a_{n})_{n\in \mathbb {N} ^{*}}} a pour limite +∞ ou –∞, il en est de même de la suite de ses moyennes de Cesàro.

### Suites divergentes
La réciproque du lemme de Cesàro est fausse : il existe des suites divergentes pour lesquelles la moyenne de Cesàro converge. C'est par exemple le cas de la suite périodique 
{\displaystyle s_{n}=(1,0,1,0,1,\ldots )}
divergente mais qui a pour limite au sens de Cesàro 1/2.

### Lemme de l'escalier
Un énoncé équivalent au théorème de Cesàro (également dans le cas ℓ infini ci-dessus) est : pour toute suite {\displaystyle (u_{n})_{n\in \mathbb {N} }}, si un – un–1 → ℓ alors un/n → ℓ (on passe d'un énoncé à l'autre par télescopage, en posant {\displaystyle u_{n}=\sum _{0<k\leq n}a_{k}} et inversement, an = un – un–1). C'est cet énoncé qui figure dans Cauchy 1821, p. 59.

## Application aux séries divergentes
La moyenne de Cesàro donne un procédé de sommation de certaines séries divergentes au sens usuel.

### Exemple de la série de Grandi
La série de Grandi est la série associée à la suite 
{\displaystyle u_{n}=(-1)^{n}\,}
dont les sommes partielles sont 
{\displaystyle s_{n}=1-1+1-1+\cdots \,+(-1)^{n-1}}.
La série de Grandi est divergente mais la moyenne de Cesàro des sommes partielles converge vers 1/2 (voir plus haut).
On associe alors à la série de Grandi la somme {\displaystyle S=1/2}.
Euler proposa le résultat 1/2 avec une autre méthode : si l'on suppose que la somme est bien définie, notons-la {\displaystyle S}, alors 
{\displaystyle S=1-1+1-1+\cdots }
donc
{\displaystyle S-1=-1+1-1+\cdots =-S}
et donc 
{\displaystyle S={\frac {1}{2}}}.
Le point non prouvé est alors l'existence de {\displaystyle S}, i.e. la pertinence des calculs menés. L'enjeu du travail sur les séries divergentes consiste justement à montrer que la valeur attribuée a un sens mathématique (par exemple, qu'elle ne dépend pas de la méthode employée).

### Utilisations
Une utilisation notable de la moyenne de Cesàro est faite dans le cadre des séries de Fourier : les sommes de Fejér sont les moyennes de Cesàro des sommes partielles de la série de Fourier. Pour la série de Fourier, les théorèmes de convergence sont délicats ; au contraire, les sommes de Fejér vérifient des résultats de convergence très forts, décrits par le théorème de Fejér.
Le produit de Cauchy de deux séries convergentes est une série convergente pour le procédé de sommation de Cesàro.
La moyenne de Cesàro est un procédé de sommation de séries divergentes particulièrement appliqué dans la théorie des séries de Dirichlet.
Si une suite (xn) de réels strictement positifs possède une limite ℓ ∈ [0, +∞], le lemme de Cesàro appliqué à an = log(xn) montre que la suite de ses moyennes géométriques n√x1…xn tend vers ℓ. Ce qui se réécrit : si une suite (yn) de réels strictement positifs est telle que yn+1/yn → ℓ alors n√yn → ℓ.

### Généralisation
Il existe plusieurs généralisations de la moyenne de Cesàro, au travers du théorème de Stolz-Cesàro et de la moyenne de Riesz. Le procédé de Cesàro est souvent appelé moyenne (C,1). Pour chaque entier k, il existe une moyenne de Cesàro d'ordre k, permettant de sommer certaines séries divergentes que les procédés (C, n) ne somment pas pour n < k.
Il existe beaucoup d'autres procédés de sommation,,, dont celui de Borel.